# Bremerhaven Seahawks
I Bremerhaven Seahawks sono una squadra di football americano di Bremerhaven, in Germania, fondata nel 1979.

## Dettaglio stagioni

### Tornei

#### Tornei nazionali

##### Campionato

###### Bundesliga
| Stagione | regular season | regular season | regular season | regular season | regular season | regular season | playoff | playoff | playoff | playoff | playoff | playoff          | playoff     |
|          | Vin            | Par            | Per            | Tot            | PF             | PS             | Vin     | Per     | Tot     | PF      | PS      | risultato        | avversaria  |
| -------- | -------------- | -------------- | -------------- | -------------- | -------------- | -------------- | ------- | ------- | ------- | ------- | ------- | ---------------- | ----------- |
| 1979     | 4              | 1              | 5              | 10             | 112            | 114            | -       | -       | -       | -       | -       | -                | -           |
| 1981     | 9              | 0              | 3              | 12             | 407            | 169            | -       | -       | -       | -       | -       | -                | -           |
| 1982     | 8              | 1              | 3              | 12             | 344            | 217            | 0       | 1       | 1       | 12      | 55      | Quarti di finale | Hanau Hawks |
| 1983     | 2              | 0              | 10             | 12             | 137            | 323            | -       | -       | -       | -       | -       | -                | -           |
| 1986     | 0              | 1              | 9              | 10             | 69             | 393            | -       | -       | -       | -       | -       | -                | -           |
| Totale   | 23             | 3              | 30             | 56             | 1069           | 1216           | 0       | 1       | 1       | 12      | 55      |                  |             |

Fonti: Enciclopedia del Football - A cura di Roberto Mezzetti

##### NFL
Questi tornei - pur essendo del massimo livello della loro federazione - non sono considerati ufficiali.
| Stagione | regular season | regular season | regular season | regular season | regular season | regular season | playoff | playoff | playoff | playoff | playoff | playoff   | playoff            |
|          | Vin            | Par            | Per            | Tot            | PF             | PS             | Vin     | Per     | Tot     | PF      | PS      | risultato | avversaria         |
| -------- | -------------- | -------------- | -------------- | -------------- | -------------- | -------------- | ------- | ------- | ------- | ------- | ------- | --------- | ------------------ |
| 1980     | 10             | 0              | 0              | 10             | 243            | 4              | 0       | 1       | 1       | 6       | 15      | Finale    | Düsseldorf Panther |
| Totale   | 10             | 0              | 0              | 10             | 243            | 4              | 0       | 1       | 1       | 6       | 15      |           |                    |

Fonti: Enciclopedia del Football - A cura di Roberto Mezzetti

###### 2. Bundesliga
| Stagione | regular season | regular season | regular season | regular season | regular season | regular season | playoff | playoff | playoff | playoff | playoff | playoff      | playoff          |
|          | Vin            | Par            | Per            | Tot            | PF             | PS             | Vin     | Per     | Tot     | PF      | PS      | risultato    | avversaria       |
| -------- | -------------- | -------------- | -------------- | -------------- | -------------- | -------------- | ------- | ------- | ------- | ------- | ------- | ------------ | ---------------- |
| 1987     | 9              | 1              | 0              | 10             | 351            | 105            | 1       | 1       | 2       | 38      | 55      | Non promossi | Ratingen Raiders |
| 1988     | 3              | 0              | 7              | 10             | 165            | 187            | -       | -       | -       | -       | -       | -            | -                |
| 1989     | 2              | 3              | 5              | 10             | 99             | 197            | 0       | 1       | 1       | 6       | 18      | Retrocessi   | Monheim Sharks   |
| 1990     | 2              | 0              | 8              | 10             | 121            | 363            | -       | -       | -       | -       | -       | -            | -                |
| 1991     | 3              | 0              | 7              | 10             | 117            | 272            | -       | -       | -       | -       | -       | -            | -                |
| 1992     | -              | -              | -              | -              | -              | -              | -       | -       | -       | -       | -       | -            | -                |
| Totale   | 19             | 4              | 27             | 50             | 853            | 1124           | 1       | 2       | 3       | 44      | 73      |              |                  |

Fonti: Enciclopedia del Football - A cura di Roberto Mezzetti

###### Regionalliga
| Stagione | regular season | regular season | regular season | regular season | regular season | regular season | playoff | playoff | playoff | playoff | playoff | playoff   | playoff    |
|          | Vin            | Par            | Per            | Tot            | PF             | PS             | Vin     | Per     | Tot     | PF      | PS      | risultato | avversaria |
| -------- | -------------- | -------------- | -------------- | -------------- | -------------- | -------------- | ------- | ------- | ------- | ------- | ------- | --------- | ---------- |
| 2004     | 2              | 0              | 8              | 10             | 73             | 184            | -       | -       | -       | -       | -       | -         | -          |
| 2005     | 4              | 0              | 6              | 10             | 136            | 210            | -       | -       | -       | -       | -       | -         | -          |
| 2006     | 3              | 0              | 7              | 10             | 168            | 173            | -       | -       | -       | -       | -       | -         | -          |
| 2018     | 5              | 0              | 9              | 14             | 344            | 419            | -       | -       | -       | -       | -       | -         | -          |
| 2019     | 8              | 0              | 4              | 12             | 278            | 208            | -       | -       | -       | -       | -       | -         | -          |
| Totale   | 22             | 0              | 34             | 56             | 999            | 1194           | -       | -       | -       | -       | -       |           |            |

Fonti: Enciclopedia del Football - A cura di Roberto Mezzetti

###### Verbandsliga (quarto livello)/Oberliga
| Stagione | regular season | regular season | regular season | regular season | regular season | regular season | playoff | playoff | playoff | playoff | playoff | playoff    | playoff                   |
|          | Vin            | Par            | Per            | Tot            | PF             | PS             | Vin     | Per     | Tot     | PF      | PS      | risultato  | avversaria                |
| -------- | -------------- | -------------- | -------------- | -------------- | -------------- | -------------- | ------- | ------- | ------- | ------- | ------- | ---------- | ------------------------- |
| 1993     | 4              | 0              | 4              | 8              | 179            | 147            | -       | -       | -       | -       | -       | -          | -                         |
| 2000     | 2              | 0              | 6              | 8              | 89             | 173            | -       | -       | -       | -       | -       | -          | -                         |
| 2001     | 5              | 0              | 3              | 8              | 105            | 129            | 0       | 1       | 1       | 6       | 39      | Semifinale | Hamburg Pioneers          |
| 2002     | 6              | 0              | 4              | 10             | 186            | 117            | -       | -       | -       | -       | -       | -          | -                         |
| 2003     | 7              | 1              | 2              | 10             | 213            | 152            | -       | -       | -       | -       | -       | -          | -                         |
| 2008     | 5              | 0              | 5              | 10             | 248            | 194            | -       | -       | -       | -       | -       | -          | -                         |
| 2009     | 5              | 0              | 3              | 8              | 209            | 91             | -       | -       | -       | -       | -       | -          | -                         |
| 2010     | 3              | 1              | 2              | 6              | 98             | 116            | -       | -       | -       | -       | -       | -          | -                         |
| 2011     | 0              | 0              | 8              | 8              | 74             | 280            | -       | -       | -       | -       | -       | -          | -                         |
| 2012     | 4              | 2              | 6              | 12             | 134            | 209            | -       | -       | -       | -       | -       | -          | -                         |
| 2013     | 5              | 0              | 5              | 10             | 151            | 277            | -       | -       | -       | -       | -       | -          | -                         |
| 2014     | 4              | 0              | 6              | 10             | 122            | 179            | -       | -       | -       | -       | -       | -          | -                         |
| 2015     | 1              | 0              | 6              | 7              | 37             | 225            | -       | -       | -       | -       | -       | -          | -                         |
| 2016     | 5              | 1              | 4              | 10             | 252            | 241            | -       | -       | -       | -       | -       | -          | -                         |
| 2017     | 7              | 0              | 2              | 9              | 253            | 137            | 0       | 1       | 1       | 7       | 12      | Semifinale | Kiel Baltic Hurricanes II |
| Totale   | 63             | 5              | 66             | 134            | 2350           | 2664           | 0       | 2       | 2       | 13      | 51      |            |                           |

Fonti: Enciclopedia del Football - A cura di Roberto Mezzetti

###### Verbandsliga (quinto livello)
| Stagione | regular season | regular season | regular season | regular season | regular season | regular season | playoff | playoff | playoff | playoff | playoff | playoff   | playoff          |
|          | Vin            | Par            | Per            | Tot            | PF             | PS             | Vin     | Per     | Tot     | PF      | PS      | risultato | avversaria       |
| -------- | -------------- | -------------- | -------------- | -------------- | -------------- | -------------- | ------- | ------- | ------- | ------- | ------- | --------- | ---------------- |
| 1998     | 6              | 0              | 2              | 8              | 96             | 61             | 0       | 1       | 1       | 0       | 7       | Playoff   | Hamburg Pioneers |
| 2007     | 7              | 0              | 1              | 8              | 268            | 36             | 1       | 1       | 2       | 51      | 41      | Finale    | Hamburg Pioneers |
| Totale   | 13             | 0              | 3              | 16             | 364            | 97             | 1       | 2       | 3       | 51      | 48      |           |                  |

Fonti: Enciclopedia del Football - A cura di Roberto Mezzetti

###### Landesliga
| Stagione | regular season | regular season | regular season | regular season | regular season | regular season | playoff | playoff | playoff | playoff | playoff | playoff   | playoff    |
|          | Vin            | Par            | Per            | Tot            | PF             | PS             | Vin     | Per     | Tot     | PF      | PS      | risultato | avversaria |
| -------- | -------------- | -------------- | -------------- | -------------- | -------------- | -------------- | ------- | ------- | ------- | ------- | ------- | --------- | ---------- |
| 1997     | 8              | 0              | 2              | 10             | 260            | 191            | -       | -       | -       | -       | -       | -         | -          |
| Totale   | 8              | 0              | 2              | 10             | 260            | 191            | -       | -       | -       | -       | -       |           |            |

Fonti: Enciclopedia del Football - A cura di Roberto Mezzetti

###### Aufbauliga
| Stagione | regular season | regular season | regular season | regular season | regular season | regular season | playoff | playoff | playoff | playoff | playoff | playoff   | playoff    |
|          | Vin            | Par            | Per            | Tot            | PF             | PS             | Vin     | Per     | Tot     | PF      | PS      | risultato | avversaria |
| -------- | -------------- | -------------- | -------------- | -------------- | -------------- | -------------- | ------- | ------- | ------- | ------- | ------- | --------- | ---------- |
| 1996     | 1+?            | 0+?            | 0+?            | 2              | 47+?           | 6+?            | -       | -       | -       | -       | -       | -         | -          |
| Totale   | 1+?            | 0+?            | 0+?            | 2              | 47+?           | 6+?            | -       | -       | -       | -       | -       |           |            |

Fonti: Enciclopedia del Football - A cura di Roberto Mezzetti